# Maslinowo
Maslinowo (bułg. Маслиново) – wieś w południowej Bułgarii. Znajduje się w obwodzie Chaskowo, w gminie Chaskowo. Według danych Narodowego Instytutu Statystycznego w Bułgarii, 31 grudnia 2011 roku wieś liczyła 411 mieszkańców.